# Secondo Giovanni Calzoni
Secondo Giovanni Calzoni (Bione, 17 giugno 1840 – Livorno, 3 giugno 1919) è stato un patriota italiano, che prese parte alla Spedizione dei Mille.

## Biografia
Secondo Giovanni Calzoni nacque a Bione, da Andrea e Orsola Croppelli.
Di professione orefice, nella guerra del 1859 si arruolò nei Cacciatori delle Alpi e combatté nella battaglia di Solferino e San Martino.  Nel 1860, come sergente furiere, fu dei Mille e ferito a Napoli  fu promosso luogotenente dal generale Garibaldi.
In seguito si trasferì ad Ardenza e poi a  La Spezia . L'11 maggio 1910 Marsala gli conferì la cittadinanza onoraria e, il 25 maggio 1910, fu in quella città con tutta la carovana dei gloriosi “superstiti” dei Mille.